# Pozwól żyć
Pozwól żyć – singel Gosi Andrzejewicz z 2006 roku.

## Informacje ogólne
Piosenka została wydana na reedycji debiutanckiego albumu Gosi, Gosia Andrzejewicz Plus. Teledysk do piosenki został nakręcony i wydany w marcu 2006. Wideoklip znalazł się na pierwszych miejscach rankingów popularności na portalach Onet.pl oraz Interia.pl.
Piosenka spotkała się z dużym sukcesem, torując Andrzejewicz drogę do dalszej kariery. Otrzymała statuetkę VIVA Comet, zajęła VII miejsce w plebiscycie na Przebój 2006 Roku na portalu NetFan.pl, oraz XVII miejsce w plebiscycie Przebój Roku 2006 RMF FM. Została także nominowana do Eska Music Award w kategorii Hit Roku Pop.

## Pozycje na listach
| Lista                       | Pozycja |
| --------------------------- | ------- |
| Codzienna Lista Przebojów   | 1       |
| POPLista                    | 1       |
| Szczecińska Lista Przebojów | 8       |
| Wietrzne Radio              | 1       |